# آرام عباسی
آرام عباسی (زادهٔ ۱۳ ژوئیهٔ ۱۹۹۴) در سنندج یک بازیکن فوتبال اهل ایران است که در پست مدافع بازی می‌کند.
وی همچنین برای تیم ملی فوتبال نوجوانان ایران، تیم ملی فوتبال جوانان ایران و تیم ملی فوتبال امید ایران بازی کرده و موفق به گلزنی نیز شده است.

## دوران باشگاهی

### صبای قم
او دوران حرفه‌ای خود را با باشگاه صبای قم در سال ۲۰۱۴ آغاز کرد؛ و ۱۰ بازی رسمی انجام داد.

### پدیده خراسان
او در سال ۲۰۱۵ با نظر رضا مهاجری به تیم پدیده خراسان در لیگ برتر خلیج فارس پیوست و ۹ بازی رسمی برای این تیم انجام داد.

### صنعت نفت آبادان
وی در نیم فصل دوم سال ۲۰۱۵ به تیم صنعت نفت آبادان پیوست. و به مقام نایب قهرمانی جام آزادگان دست یافت.

### اروند خرمشهر
آرام عباسی در سال ۲۰۱۶ با نظر هومن افاضلی به تیم اروند خرمشهر پیوست

### قشقایی شیراز
آرام عباسی نیم فصل اول فصل ۲۰۱۹ را با قشقایی آغاز کرد و توانست در ۱۳ بازی رسمی برای این تیم به میدان بروند

### هوادار تهران
با نظر رضا عنایتی با عقد قراردادی ۲/۵ ساله به تیم هوادار پیوست.
و توانست در سال دوم قرارداد خود به مقام قهرمانی لیگ آزادگان دست یابد.
وی پس از کسب عنوان قهرمانی لیگ ۱ توانست در مسابقات لیگ برتر نیز پیراهن این تیم تهرانی را بر تن کند

### فجر سپاسی شیراز
آرام عباسی در سال ۲۰۲۲ جهت گذراندن خدمت سربازی به تیم فجر سپاس شیراز پیوست و برای این تیم ۵۷ بازی رسمی انجام داد؛ وی در مدت زمان حضور خود در فجر سپاسی موفق به به ثمر رساندن ۸ گل و ۲ پاس گل شود

### استقلال خوزستان
وی در ابتدای فصل ۲۰۲۴/۲۵ به تیم استقلال خوزستان با نظر میودراگ بوژوویچ پیوست و توانست در تمامی مسابقات برای این تیم به میدان برود.
۱ گل و ۱ پاس گل عملکرد هجومی این مدافع میانی بوده است

## افتخارات
کسب عنوان قهرمانی لیگ آزادگان در فصل ۲۰۲۱/۲۲
کسب عنوان نایب قهرمانی لیگ آزادگان در فصل ۲۰۱۶/۱۷